# Ratusz (Lędziny)
Ratusz a. Rotusz (niem. Rodehaus) – część Lędzin położona na północy miasta.
Nazwa Rotusz pochodzi od niemieckiego słowa Rodehaus, które oznacza dom na korzeniach. W 1765 na tym terenie, na karczowisku przy Przyrwie ulokowano niemieckich osadników. W okresie II Rzeczpospolitej (1922–1939) Ratusz wchodził w skład gminy Lędziny. W latach 1945–1951 Ratusz należał do gminy zbiorowej Lędziny, a w latach 1951–1954 do gminy Hołdunów. W latach 1954–1956 Ratusz wchodził w skład gromady Hołdunów, którą zniesiono 1 stycznia 1956 w związku z nadaniem jej statusu osiedla. W 1961 osiedle Hołdunów zostało włączone do osiedla Lędziny. W 1966 Lędziny otrzymały prawa miejskie (wówczas Ratusz stał się częścią miasta), a w latach 1975–1991 wchodziły w skład miasta Tychy. Dnia 2 kwietnia 1991 Lędziny odzyskały prawa miejskie, wtedy Ratusz stał się ponownie częścią usamodzielnionych Lędzin.